# René Meyer

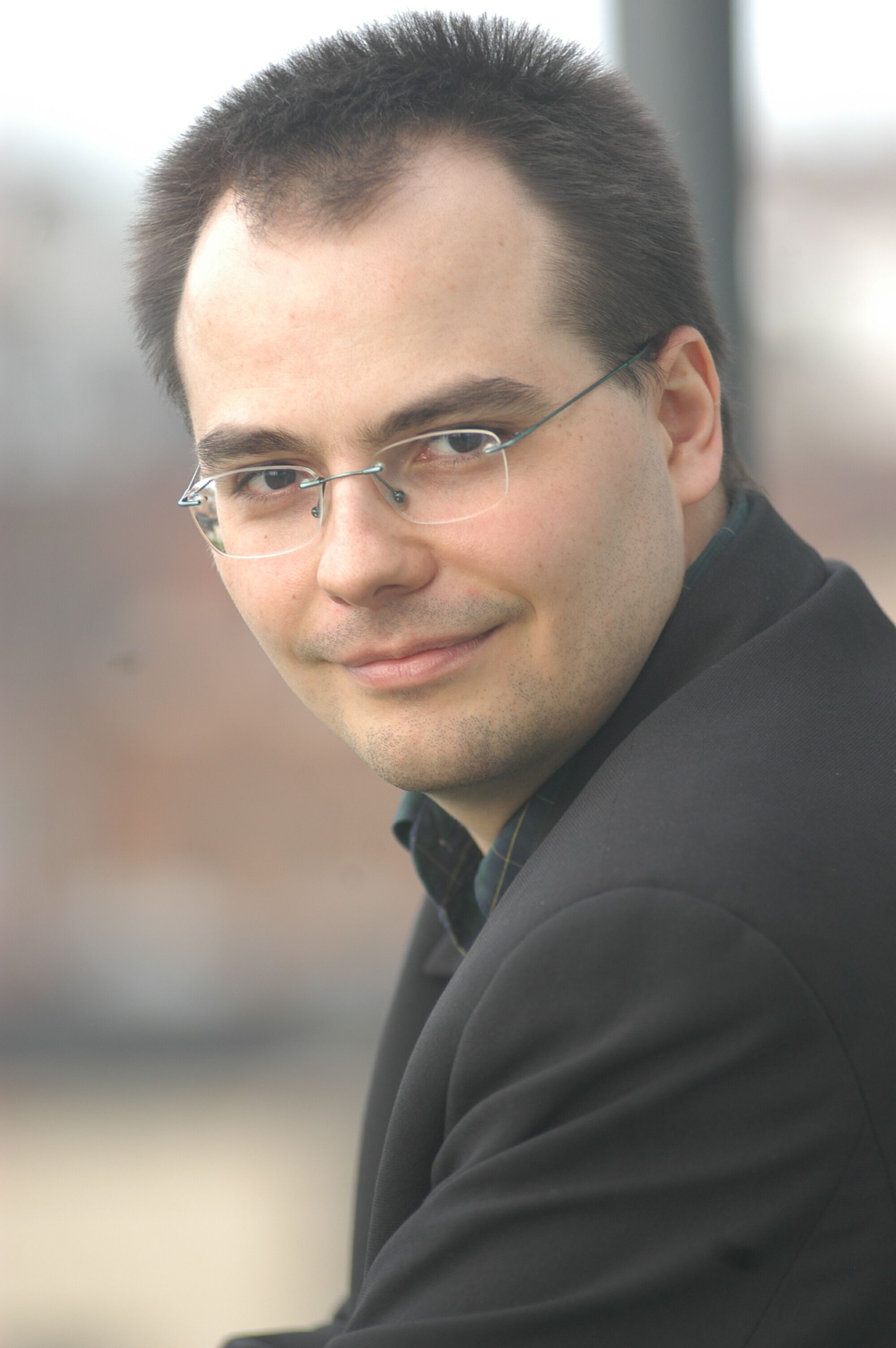
René Meyer (2004)

René Meyer (* 25. Juli 1970 in Leipzig) ist ein deutscher Journalist. Er arbeitet in Leipzig mit dem Schwerpunkt Computer und digitale Medien und schreibt regelmäßig für heise online.

## Leben und Wirken
Bereits während der Schulzeit in den 1980er Jahren beschäftigte sich Meyer mit Heimcomputern und Programmiersprachen. Nach seinem Abitur 1989 am Humboldtgymnasium in Leipzig sammelte er Erfahrungen als Software-Entwickler und absolvierte seinen Zivildienst. 1991 nahm er ein Informatik-Studium an der Universität Leipzig auf, das er jedoch zugunsten seiner Arbeit als Journalist und Autor abbrach. Von 2006 bis 2008 studierte er berufsbegleitend an der SAW – Akademie für Marketing und Kommunikation Leipzig.
Meyer ist Autor zahlreicher Sachbücher. Sein 1992 gegründetes Redaktionsbüro Die Schreibfabrik betreibt eine Reihe von Online-Magazinen rund um Computerspiele, darunter MogelPower.de. Meyers Wandermuseum Haus der Computerspiele stellt regelmäßig auf Messen und Festivals aus und galt früher im Guinness-Buch der Rekorde als weltgrößte Sammlung von Spielkonsolen. Mit Partnern wie der HTWK Leipzig und der Koelnmesse richtet er Veranstaltungen wie die Lange Nacht der Computerspiele in Leipzig und die Retro-Schau auf der Gamescom in Köln aus.
Meyer ist verheiratet und hat zwei Kinder.

## MogelPower
Seit 1993 pflegt Meyer die Datenbank MogelPower, eine Sammlung von Schummelcodes (Cheats) und Lösungen für Computerspiele. Aus ihr sind rund 25 Bücher, mehrere CD-ROMs sowie die Website Mogelpower.de hervorgegangen. Das Schwesterprojekt Easter Eggs sammelt seit 1999 Easter Eggs, versteckte Gags in Computerprogrammen und DVDs. Sie erschienen 2000 ebenfalls in Buchform. 2005 startete Mogelpower.com als deutsch-englische Meta-Suchmaschine für Spiele-Inhalte. Sie durchsucht Onlinemagazine nach Nachrichten, Testberichten, Cheats und Downloads.

## Haus der Computerspiele

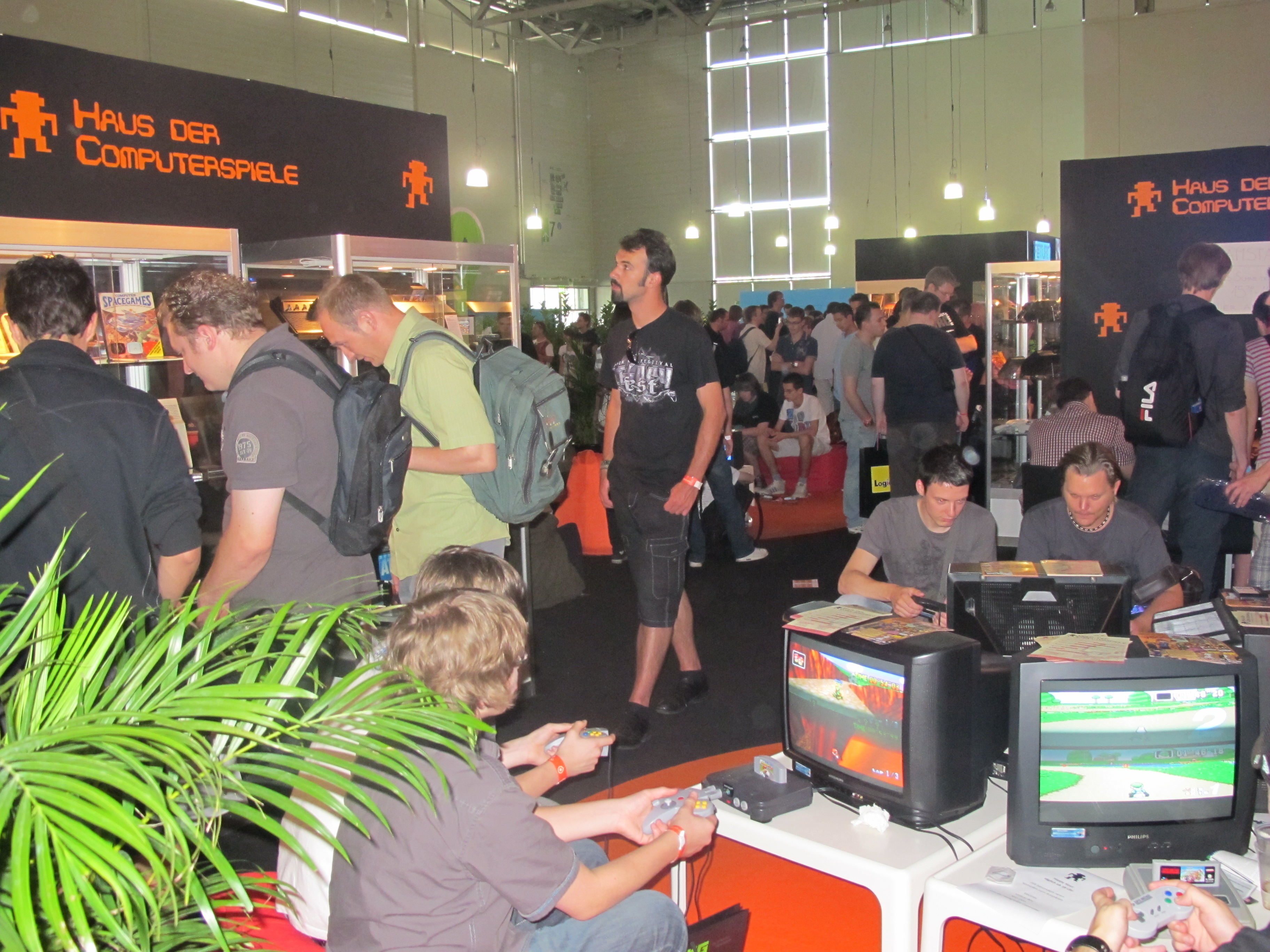
Haus der Computerspiele auf der Gamescom 2010

Im Rahmen seiner Arbeit trug Meyer eine Computerspiele-Sammlung zusammen, die 2007 ins Guinness-Buch der Rekorde aufgenommen wurde. Sie umfasst 30.000 Exponate, darunter 1.000 Spielkonsolen, Heimcomputer und LCD-Spiele, 10.000 Spiele, Zubehör wie Eingabegeräte und Monitore sowie mehrere tausend Fachzeitschriften und Bücher. Die Sammlung wird als Wanderausstellung unter dem Namen Haus der Computerspiele auf Publikumsmessen wie der Gamescom, auf Kongressen und Festivals sowie in Museen gezeigt. 2019 verlor Meyers Sammlung den Titel der Guinness World Records an Linda Guillory.

## Engagement für Computerspiele
Meyer engagiert sich für ein besseres Image von Computerspielen und unterstützt die Entwicklerszene, beispielsweise durch Aktivitäten rund um das Haus der Computerspiele. Seit 2001 lädt Meyer außerdem Entwickler, Dozenten, Künstler, Journalisten und Händler zu monatlichen Treffen ein.
2004 und 2006 verfasste Meyer die offiziellen Bücher zur Games Convention, die mit der Welt der Computerspiele vertraut machen sollen. 2007 startete er gemeinsam mit Klaus Bastian an der HTWK Leipzig die Lange Nacht der Computerspiele. Seit 2009 gestaltet Meyer zusammen mit anderen Sammlern und Vereinen die Retro Area auf der Gamescom. Sie umfasst mittlerweile einen 1.600 Quadratmeter großen Gemeinschaftsstand.
Meyer war 2010 Mitbegründer von Kreatives Leipzig e. V. Er ist als Vorstandsmitglied vom FKSFL – Freundeskreis Science Fiction Leipzig e. V. in die Organisation des Literaturfestivals Elstercon eingebunden. Bis zu ihrer Auflösung war er  Mitglied der Akademie des Deutschen Entwicklerpreises; von 2012 bis 2019 war er in der Jury des Gamescom Awards.

## Bücher (Auswahl)
- PCs optimal konfigurieren. International Thomson Publishing, Bonn 1994, ISBN 3-929821-84-2.

- mit Sven Letzel: Spielen ohne Frust. Ohne Probleme sofort losspielen. Heyne, München 1998, ISBN 3-453-14253-5.

- mit Sven Letzel, Thomas Köhre: Der optimale Spiele-PC. Markt & Technik, München 2001, ISBN 3-8272-5957-6.
- mit Holger Dörnemann: Anforderungsmanagement kompakt. Spektrum, Heidelberg/Berlin 2003, ISBN 3-8274-1447-4.
- Firefox – Tipps, Tricks, Hacks. Markt & Technik, München 2005, ISBN 3-8272-6914-8.
- Mogel-Power 2006 für PlayStation 2. X-Games, München, 2005, ISBN 3-8272-9131-3.
- GC – Fünf Jahre spielen in Leipzig (Das Buch zur Games Convention 2006). ohne ISBN
- mit Sven Letzel: Mogel-Power 2007 für PC. X-Games, München 2006, ISBN 3-8272-9133-X.
- Computer in der DDR. Landeszentrale für politische Bildung Thüringen, Erfurt 2019, ISBN 978-3-946939-74-0.
- Von Robotron bis Poly-Play. Computer und Videospiele in der DDR. Verlag Das Neue Berlin, Berlin 2024, ISBN 978-3-360-02761-0.